# Giovanny Espinoza
Giovanny Espinoza   (Ibarra, 12 d'abril de 1977) és un exfutbolista equatorià de la dècada de 2000.
Fou 90 cops internacional amb la selecció de l'Equador amb la qual participà en els Mundials de 2002 i 2006.
Pel que fa a clubs, defensà els colors de LDU Quito, Vitesse Arnhem, Cruzeiro, Birmingham City, i Deportivo Quito.